# Liège
Liège (vallonsk: Lîdje, nederlandsk: Luik, tysk: Lüttich) er en by i det østlige Belgien med 195.278 (2022) indbyggere.
Byen ligger nær grænsen til Nederlandene og Tyskland, hvor floden Maas møder floden Ourthe. Liège er administrativ hovedstad i provinsen Liège og den største by i den frankofone region Vallonien. 
Byen er kendt for cykelløbet Liège-Bastogne-Liège.